# Chris Gutiérrez
Chris Gutiérrez (Boston, 22 de abril de 1991) é um lutador profissional de artes marciais mistas americano, que atualmente compete pelo UFC na categoria dos galos.

## Início
Gutierrez é americano mas sua mãe, Gladis Canoral, é guatelmateca, Enquanto seu pai, Jorge Gutiérrez, é Colombiano. Ele começou a treinar MMA aos 16 e fez sua estreia profissional dois anos depois.

## Carreira no MMA

### Ultimate Fighting Championship
Gutiérrez fez sua estreia no UFC em 30 de novembro de 2018 no The Ultimate Fighter: Heavy Hitters Finale contra Raoni Barcelos. Ele perdeu a luta por finalização.
Gutiérrez voltou ao octógono em 23 de março de 2019 para enfrentar Ryan MacDonald no UFC Fight Night: Thompson vs. Pettis. Ele venceu por decisão unânime.
Gutiérrez enfrentou Geraldo de Freitas Jr. em 10 de agosto de 2019 no UFC Fight Night: Shevchenko vs. Carmouche 2. Ele venceu por decisão dividida.
Gutiérrez enfrentou Vince Morales em 30 de maio de 2020 no UFC on ESPN: Woodley vs. Burns. Ele venceu por nocaute técnico no segundo round.

## Cartel no MMA
| Cartel no MMA   |             |            |
| 23 lutas        | 17 vitórias | 4 derrotas |
| Por nocaute     | 7           | 0          |
| Por finalização | 1           | 1          |
| Por decisão     | 9           | 3          |
| Empates         | 2           | 2          |

| Res.    | Cartel | Oponente               | Método                            | Evento                                      | Data       | Round | Tempo | Local                  | Notas                                    |
| ------- | ------ | ---------------------- | --------------------------------- | ------------------------------------------- | ---------- | ----- | ----- | ---------------------- | ---------------------------------------- |
| Vitória | 17-4-2 | Felipe Colares         | Decisão (dividida)                | UFC Fight Night: Dern vs. Rodriguez         | 09/10/2021 | 3     | 5:00  | Las Vegas, Nevada      |                                          |
| Vitória | 16-4-2 | Andre Ewell            | Decisão (unânime)                 | UFC 258: Usman vs. Burns                    | 13/02/2021 | 3     | 5:00  | Las Vegas, Nevada      |                                          |
| Empate  | 15-4-2 | Cody Durden            | Empate (unânime)                  | UFC Fight Night: Brunson vs. Shahbazyan     | 01/08/2020 | 3     | 5:00  | Las Vegas, Nevada      |                                          |
| Vitória | 15-4-1 | Vince Morales          | Nocaute Técnico (chute na perna)  | UFC on ESPN: Woodley vs. Burns              | 30/05/2020 | 2     | 4:27  | Las Vegas, Nevada      |                                          |
| Vitória | 14-4-1 | Geraldo de Freitas Jr. | Decisão (dividida)                | UFC Fight Night: Shevchenko vs. Carmouche 2 | 10/08/2019 | 3     | 5:00  | Montevideo             |                                          |
| Vitória | 13-4-1 | Ryan MacDonald         | Decisão (unânime)                 | UFC Fight Night: Thompson vs. Pettis        | 23/03/2019 | 3     | 5:00  | Nashville, Tennessee   |                                          |
| Derrota | 12-4-1 | Raoni Barcelos         | Finalização (mata leão)           | The Ultimate Fighter: Heavy Hitters Finale  | 30/11/2018 | 2     | 4:12  | Las Vegas, Nevada      | Estreia no UFC.                          |
| Vitória | 12-3-1 | Ray Rodriguez          | Finalização (mata leão)           | LFA 52: Rodriguez vs. Gutierrez             | 19/10/2018 | 1     | 4:47  | Belton, Texas          |                                          |
| Vitória | 11-3-1 | Jimmy Flick            | Nocaute Técnico (chutes na perna) | Xtreme Fight Night 347                      | 06/04/2018 | 3     | 2:59  | Tulsa, Oklahoma        |                                          |
| Vitória | 10-3-1 | Mario Israel           | Decisão (dividida)                | LFA 22: Heinisch vs. Perez                  | 08/09/2017 | 3     | 5:00  | Broomfield, Colorado   |                                          |
| Derrota | 9-3-1  | Jerrod Sanders         | Decisão (unânime)                 | C3 Fights                                   | 22/07/2017 | 3     | 5:00  | Newkirk, Oklahoma      |                                          |
| Derrota | 9-2-1  | Timur Valiev           | Decisão (unânime)                 | WSOF 33                                     | 07/10/2016 | 3     | 5:00  | Kansas City, Missouri  |                                          |
| Vitória | 9-1-1  | Timur Valiev           | Decision (dividida)               | WSOF 28                                     | 20/02/2016 | 3     | 5:00  | Grove, California      |                                          |
| Vitória | 8-1-1  | Bendy Casimir          | Decisão (unânime)                 | SCS 27                                      | 22/08/2015 | 5     | 5:00  | Hinton, Oklahoma       | Defendeu o Cinturão Peso Galo do SCS.    |
| Vitória | 7-1-1  | Aaron Phillips         | Nocaute Técnico (desistência)     | World Fighting Championships 35             | 28/02/2015 | 3     | 5:00  | Baton Rouge, Louisiana | Ganhou o cinturão peso galo vago do WFC. |
| Vitória | 6-1-1  | Craig Ross             | Nocaute Técnico (socos)           | SCS 23                                      | 15/11/2014 | 1     | 0:42  | Hinton, Oklahoma       | Ganhou o cinturão peso galo do SCS.      |
| Vitória | 5-1-1  | Tyler Shinn            | Decisão (dividida)                | BattleGrounds MMA 5                         | 03/10/2014 | 3     | 5:00  | Tulsa, Oklahoma        |                                          |
| Vitória | 4-1-1  | Evan Woolsey           | Decisão (unânime)                 | Battle at the Fort 9                        | 05/04/2014 | 3     | 5:00  | Hays, Kansas           |                                          |
| Vitória | 3-1-1  | Justin McNally         | Nocaute Técnico (socos)           | Bellator 111                                | 07/03/2014 | 1     | 2:50  | Thackerville, Oklahoma |                                          |
| Empate  | 2-1-1  | Brandon Seyler         | Empate (majoritário)              | Xtreme Knockout 20                          | 23/11/2013 | 3     | 3:00  | Arlington, Texas       |                                          |
| Derrota | 2-1    | Jake Constant          | Decisão (dividida)                | C3 Fights: Fall Brawl 2013                  | 12/10/2013 | 3     | 5:00  | Newkirk, Oklahoma      |                                          |
| Vitória | 2-0    | Tristan Grimsley       | Nocaute Técnico (socos)           | Xtreme Knockout 19                          | 17/08/2013 | 2     | 0:19  | Dallas, Texas          |                                          |
| Vitória | 1-0    | Dawond Pickney         | Nocaute Técnico (socos)           | Ring Rulers: Spa City Stomp Out Hunger      | 15/05/2013 | 3     | 1:51  | Hot Springs, Arkansas  | Estreia nos Galos.                       |